# Kumertau
Kumertau (russisch Кумертау, baschkirisch Күмертау) ist eine Stadt in der Republik Baschkortostan (Russland) mit 62.851 Einwohnern (Stand 14. Oktober 2010).

## Geographie
Die Stadt liegt am Westrand des Südlichen Ural, etwa 240 km südlich der Republikhauptstadt Ufa am Fluss Karagaika im Flusssystem der Kama.
Kumertau ist vom Territorium des Rajon Kujurgasinski umgeben, gehört jedoch nicht zu diesem, sondern ist der Oblast administrativ direkt unterstellt.

## Geschichte
Kumertau entstand 1947 (nach anderen Angaben 1948) mit Beginn der Erschließung einer nahe gelegenen Braunkohlenlagerstätte, erhielt bereits 1949 den Status einer Siedlung städtischen Typs und 1953 Stadtrecht.

### Bevölkerungsentwicklung
| Jahr | Einwohner |
| ---- | --------- |
| 1959 | 30.937    |
| 1970 | 44.403    |
| 1979 | 51.889    |
| 1989 | 64.260    |
| 2002 | 65.003    |
| 2010 | 62.851    |

Anmerkung: Volkszählungsdaten 

## Persönlichkeiten
- Juri Wassiljewitsch Schatunow (1973–2022), Sänger